# Walaba
De walaba, ook bijlhout (Eperua falcata), is een boomsoort uit het Neotropisch gebied: Brazilië, Venezuela, Frans Guiana, Suriname en Guyana.
Het is een grote altijdgroene boom met een brede boomkruin met weinig takken. De boom kan 35 m hoog worden met een stam van 20 –80 cm in doorsnede. Het hardhout van de walaba wordt gewaardeerd om zijn resistentie tegen rot. In het Brokopondostuwmeer staat walaba al veertig jaar onder water en het hout is nog steeds goed. De boom wordt door vleermuizen bestoven en is erg ornamenteel vanwege zijn zaadpeulen die aan lange stelen aan de boom hangen. Ze hebben een mauverode kleur en barsten open wanneer ze rijp zijn en slingeren dan hun zaden tot 30 meter ver van de boom.

## Het hout
Het hout is roodbruin met lichtere aderen. Het verse hout heeft een onaangename geur en bloedt ruime hoeveelheden hars met de kleur van kermes. Het is niet gemakkelijk te bewerken omdat het werktuigen snel bot doet worden.
Het is een zware, harde houtsoort met bruinachtig rood kernhout en een lichter geskleurd spint, Het is sterk en zeer duurzaam wanneer door uitlopen de olieachtige substantie verwijderd is. Sommige soorten splijten gemakkelijk en worden als singels voor dakbedekking gebruikt. Tijdens de Eerste Wereldoorlog was het de grondstof voor de vervaardiging van lichtgas.

## Beeldgalerij

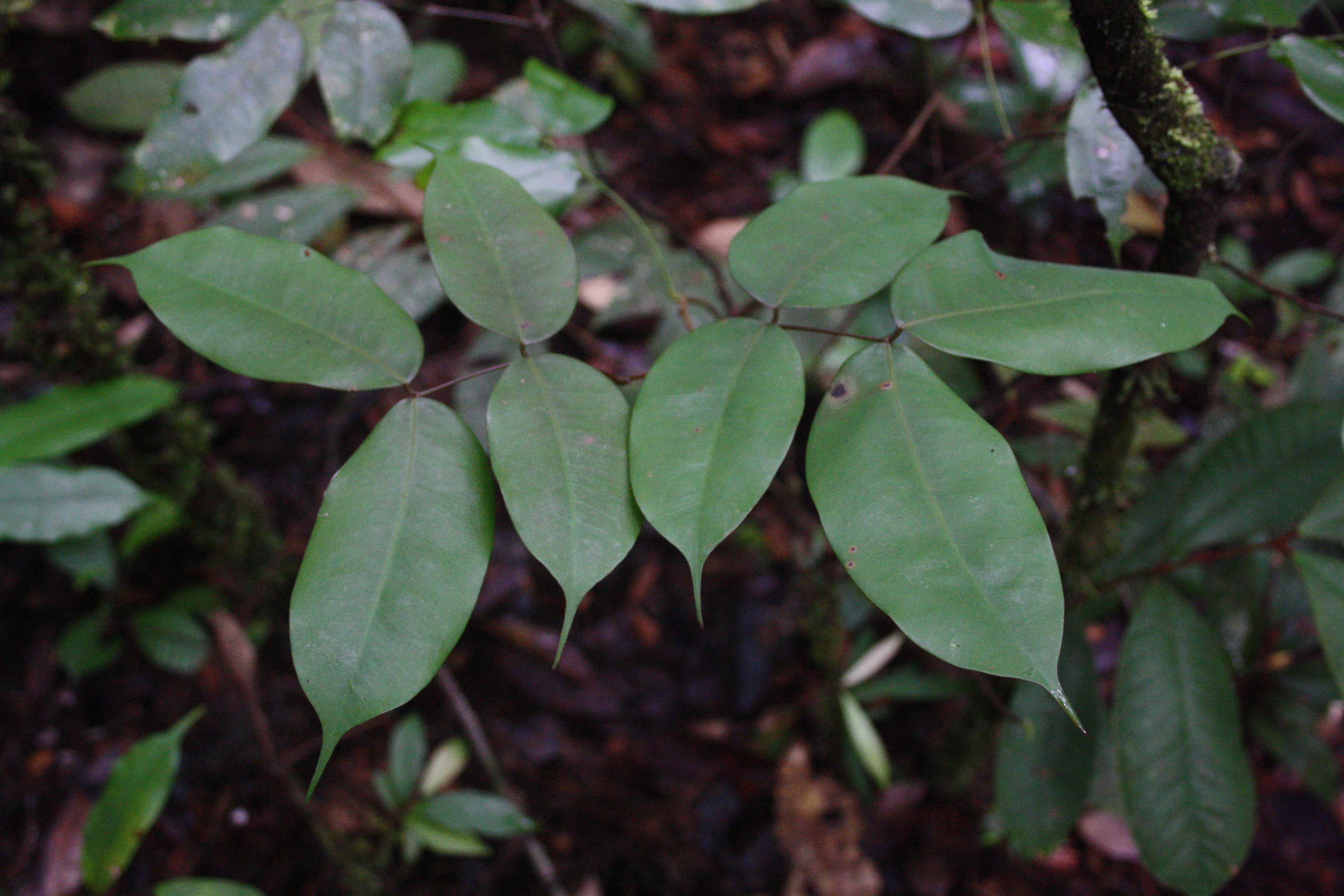
De bladeren van de walaba
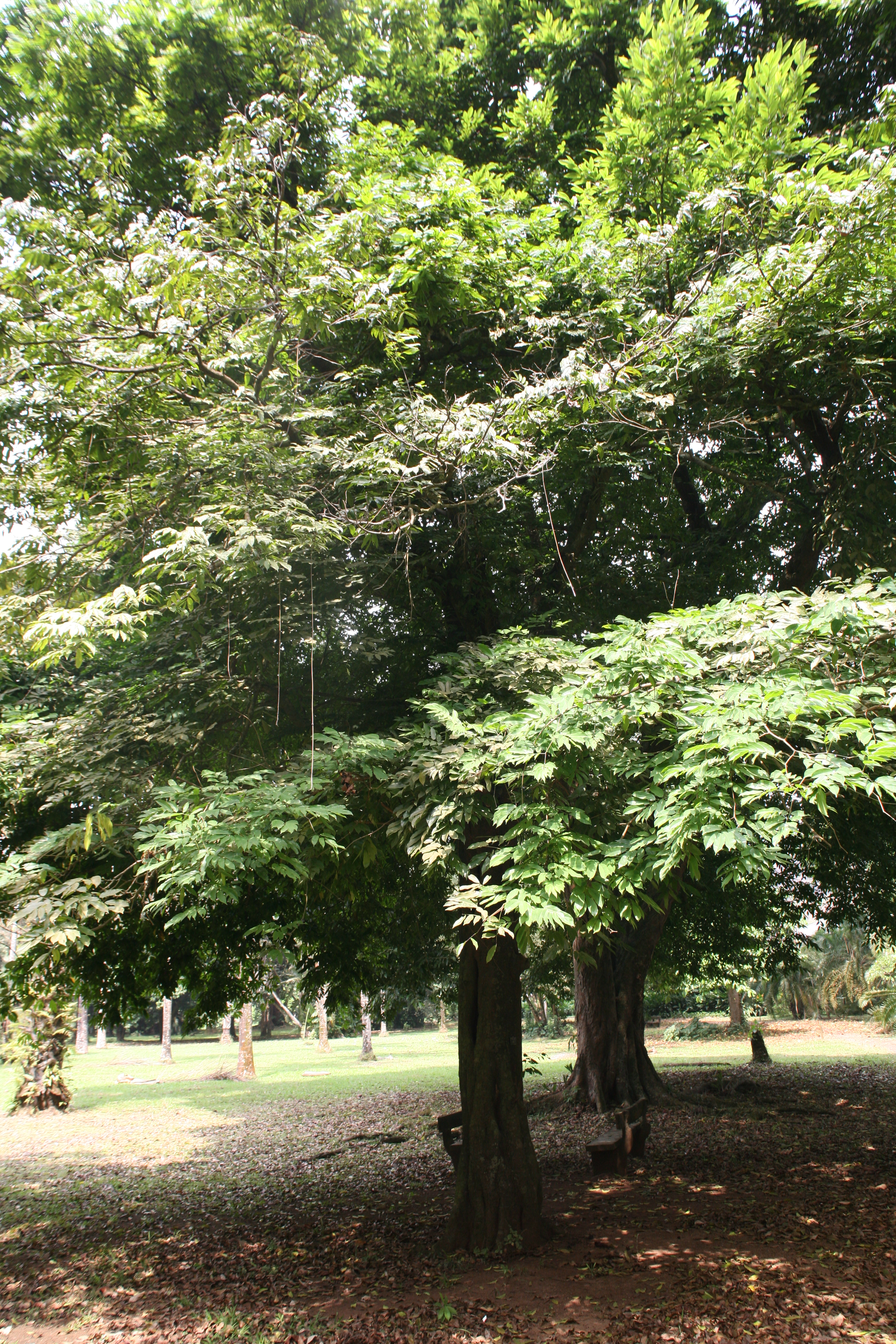
Een walababoom
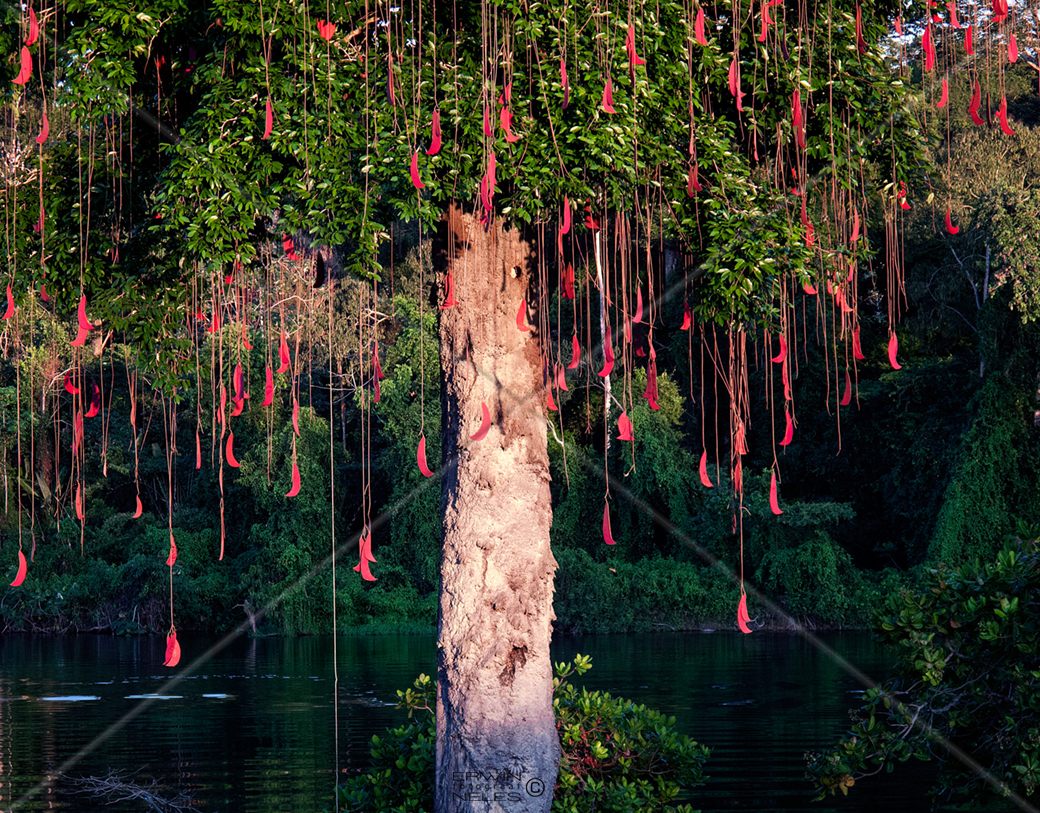
Een walababoom behangen met zaadpeulen
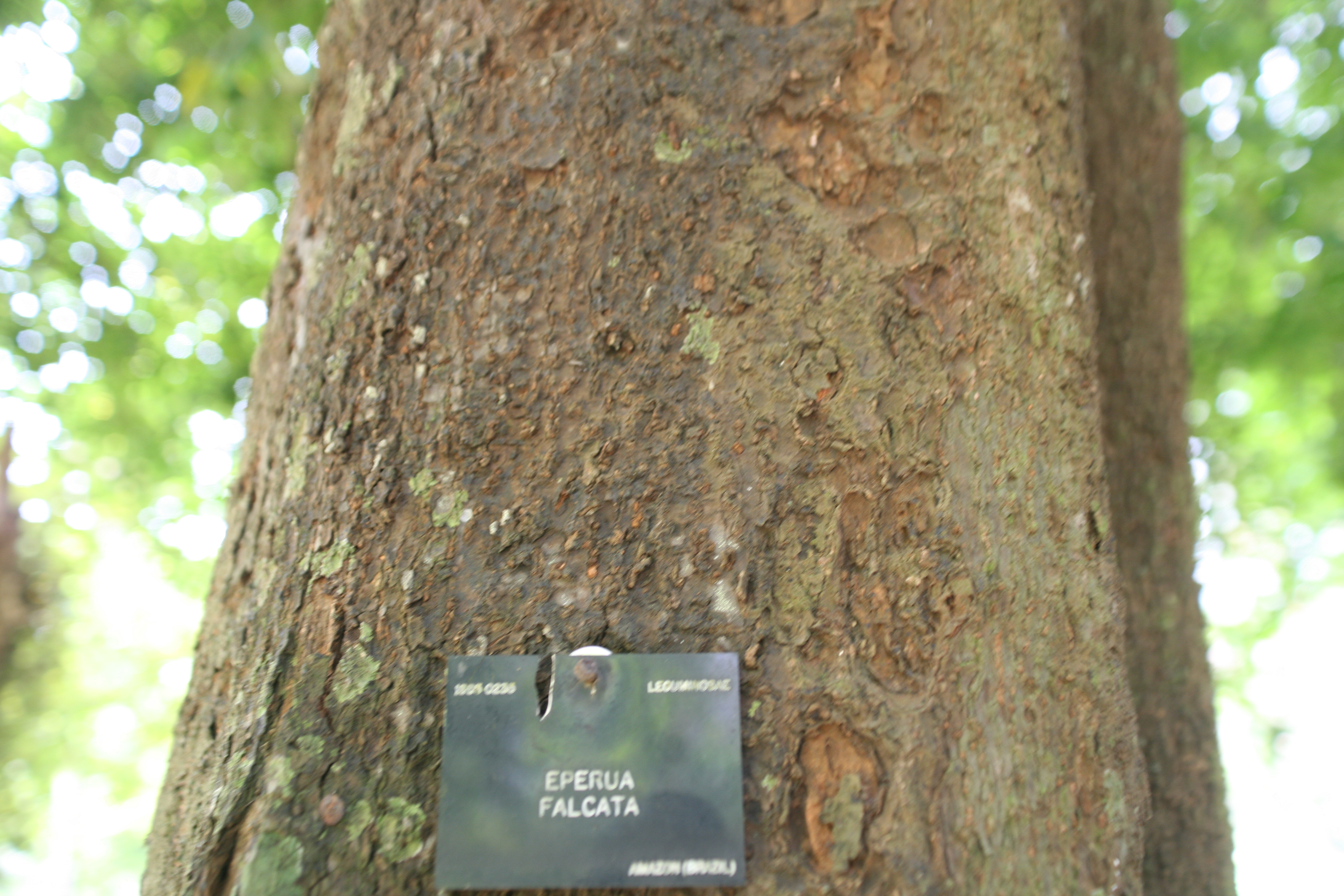
De stam